# Teamwire
Teamwire ist ein deutscher Instant-Messaging-Dienst zur Nutzung auf Smartphones, Tablets und PCs. Das 2010 als grouptime GmbH gegründete Unternehmen von Tobias Stepan hat seinen Hauptsitz in München. Im August 2019 wurde der Firmenname dem Produkt angeglichen und in Teamwire GmbH geändert.
Einsatzbereiche des Messenger sind hauptsächlich Behörden im öffentlichen Dienst wie die Polizeibehörden, sozialen und medizinischen Einrichtungen, Organisationen des Gesundheitssystems und Unternehmen in regulierten Industrien wie der Energiebranche und Finanzunternehmen. So setzen bspw. die Barmer Ersatzkasse und die Sparkassen-Finanzgruppe Teamwire ein. 2015 Gewinner des Innovationspreis-IT 2015 in der Kategorie Communication der Initiative Mittelstand.

## Funktionen
- Echtzeit-Messaging
- Videotelefonie (VoIP)
- Einzel- und Gruppenchats
- Verteilerkreise
- Benutzerverwaltung per Active Directory oder LDAP-Verzeichnis
- Unterstützung für MDM-Software
- Datenschutz nach DSGVO
- eine Programmierschnittstelle (API) für den Messenger (Chatbots) und das Verwaltungssystem
- On-Premises-Lösung[9]

## Polizei Messenger in der Polizei
Seit Mai 2017 nutzt die Bayerische Polizei einen internen Messenger-Dienst mit Enterprise Application Integration. Dazu wurden bis Ende 2017 alle bayerischen Polizeiverbände mit zunächst insgesamt 2800 Smartphones (iPhone) ausgestattet. Seit 2018 ist jede Polizeistreife mit dem Polizei Messenger ausgestattet. Erwartet wird dabei eine bessere Einsatz-Koordination durch direkten Austausch von Textnachrichten, Fotos, Videos und Standorten. Der bundesweit erste Pilotversuch startete dazu beim Polizeipräsidium Mittelfranken. Der Messenger Teamwire ist ein Produkt der Firma Grouptime und wird von Vodafone mit der Backend Infrastruktur zur Verfügung gestellt. Seit 2021 nutzt die Thüringer Polizei ebenfalls den Messengerdienst erfolgreich im Einsatzdienst.

## Belege
1. ↑  Google Play Store
2. ↑  App Store
3. ↑  App Version: Desktop 3.4.3
4. ↑  crn.de
5. ↑  online-handelsregister.de Handelsregister Veränderungen vom 29. August 2019
6. ↑  t-systems.com
7. ↑  My Mobile Office der Sparkassen Finanzgruppe. Archiviert vom Original (nicht mehr online verfügbar) am 9. November 2017; abgerufen am 25. Februar 2018.  Info: Der Archivlink wurde automatisch eingesetzt und noch nicht geprüft. Bitte prüfe Original- und Archivlink gemäß Anleitung und entferne dann diesen Hinweis.
8. ↑  imittelstand.de
9. ↑  On-Premise Deployment of Teamwire. 15. Januar 2015, abgerufen am 24. April 2019 (englisch).
10. ↑  Herrmann startet 'Polizei Messenger'. In: stmi.bayern.de. 26. Mai 2017, abgerufen am 6. Juni 2017.
11. ↑  Polizei in Bayern verbessert Einsatz-Kommunikation mit Messenger-Dienst von Vodafone. In: vodafone.de. 26. Mai 2017, abgerufen am 6. Juni 2017.
12. ↑  Bayern: Neuer Polizei-Messenger für Streifenbeamte. In: heise.de. 26. Mai 2017, abgerufen am 6. Juni 2017.
13. ↑  Messenger-Dienste für die Bayerische Polizei. In: kleineanfragen.de. 23. März 2017, abgerufen am 6. Juni 2017.
14. ↑  Thüringer Ministerium für Inneres und Kommunales: Thüringer Polizei wird „SmArTh“. Abgerufen am 17. Januar 2023.